# La Ferté-Macé
La Ferté-Macé település Franciaországban, Orne megyében. Lakosainak száma 5095 fő (2022. január 1.). La Ferté-Macé Beauvain, Magny-le-Désert, Saint-Patrice-du-Désert, Saint-Ouen-le-Brisoult, Méhoudin, Rives d'Andaine, Bagnoles de l'Orne Normandie és Les Monts-d'Andaine községekkel határos.

## Népesség
A település népességének változása:
| Lakosok száma | 5237 | 5207 | 5186 | 5138 | 5116 | 5095 |
|               | 2017 | 2018 | 2019 | 2020 | 2021 | 2022 |